# محمد سواري
محمد سواري (بالفارسية: محمد سواری) هو لاعب كرة قدم إيراني في مركز حراسة المرمى، ولد في 13 فبراير 1985 في إيران. لعب مع نادي سباهان أصفهان ونادي فولاد خوزستان ونادي نساجي مازندران.

## وصلات خارجية
- محمد سواري على موقع الاتحاد الدولي (مؤرشف)  (الإنجليزية)
- محمد سواري على موقع قاعدة بيانات كرة القدم.إي يو (الإنجليزية)